# Jan Grimm
Akad. malíř Jan Grimm (17. dubna 1943 Praha – 3. září 2012 Litoměřice) byl český malíř a litoměřický inspirátor pozvednutí odkazu Karla Hynka Máchy.

## Život
Akademii výtvarných umění absolvoval v Praze ve škole Františka Jiroudka, který ovlivnil jeho dílo německým neoxpresionismem. Prošel pražskou Akademií v době, kdy se na škole obměňoval pedagogický sbor. Umělce, jejichž tvorba kulminovala ve 20. a 30. letech 20. století, vystřídali příslušníci Skupiny 42 a Sedm v říjnu – všechno silné osobnosti s výrazným vlivem na něho, jako studenta. Své obrazy vystavoval v mnoha prestižních galeriích. Žil v Litoměřicích, kde se projevil rovněž jako organizátor kulturních akcí. Zrestauroval litoměřickou kulturní památku ve středu města na Mírovém náměstí – dům Salva Guarda. Ten se stal, ve spolupráci s jeho občanským sdružením Salva Guarda, živým kulturním centrem města. Zde také provozoval galerii Salva Guarda, kde pořádal výstavy i hudební akce. Projevil se jako pořadatel jazzových večerů, ve kterých se vystřídali osobnosti jako Jiří Kudrman, Svatopluk Košvanec, Abrhámovi a další.
Od roku 1998 byl předsedou kulturní komise města Litoměřice. Zorganizoval několik ročníků Výtvarných salonů, z nichž jeden byl v místním nepoužívaném vlakovém tunelu – originální výstavní síni, do něho instaloval i vagón.
V Litoměřicích se zasadil i o realizaci odhalení sochy K. H. Máchy od Josefa Václava Myslbeka.
Zemřel v pondělních ranních hodinách 3. září 2012 ve věku šedesáti devíti let. Poslední rozloučení s ním se konalo v sobotu 8. září v katedrále sv. Štěpána v Litoměřicích.

## Výstavy

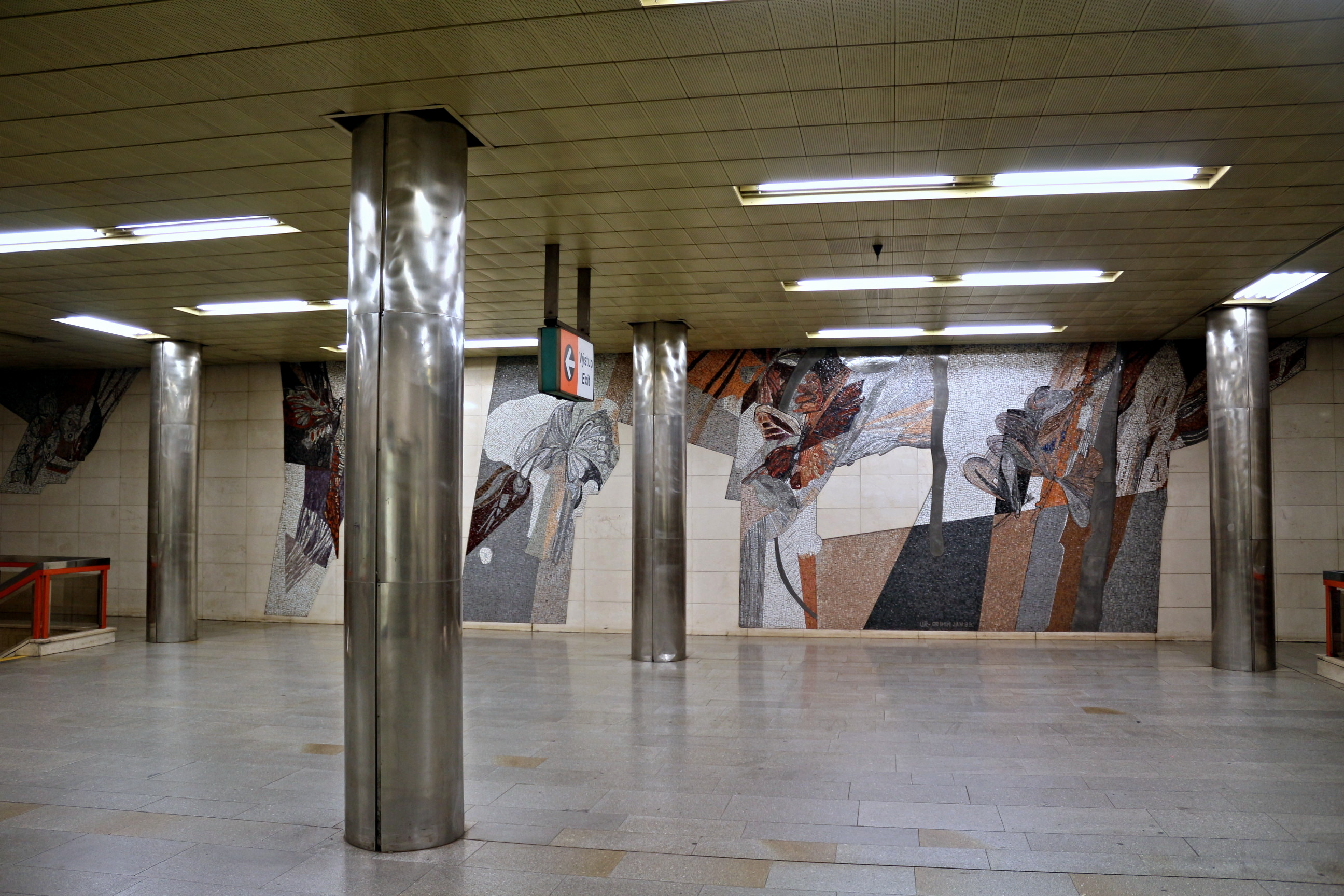
Grimmova mozaika ve vestibulu stanice Skalka pražského metra

- 1986 Galerie Jaroslava Krále, Brno-město; Jan Grimm: Obrazy a kresby
- 1989 Galerie Nová síň, Praha; Jan Grimm: Obrazy / kresby
- 2001 Městská galerie Art Club, Týn nad Vltavou; Jan Grimm: Obrazy, Ladislav Janouch: Plastiky
- 2005 Galerie Pyramida, Praha; Jan Grimm: Obrazy – kresby
- 2009 Rabasova galerie, Výstavní síně, Rakovník; Jan Grimm: Obrazy
- 2013 Hotel Salva Quarda, Litoměřice; Jan Grimm – Obrazy z atelieru[4]

a mnoho dalších